# Schuttblume (München)

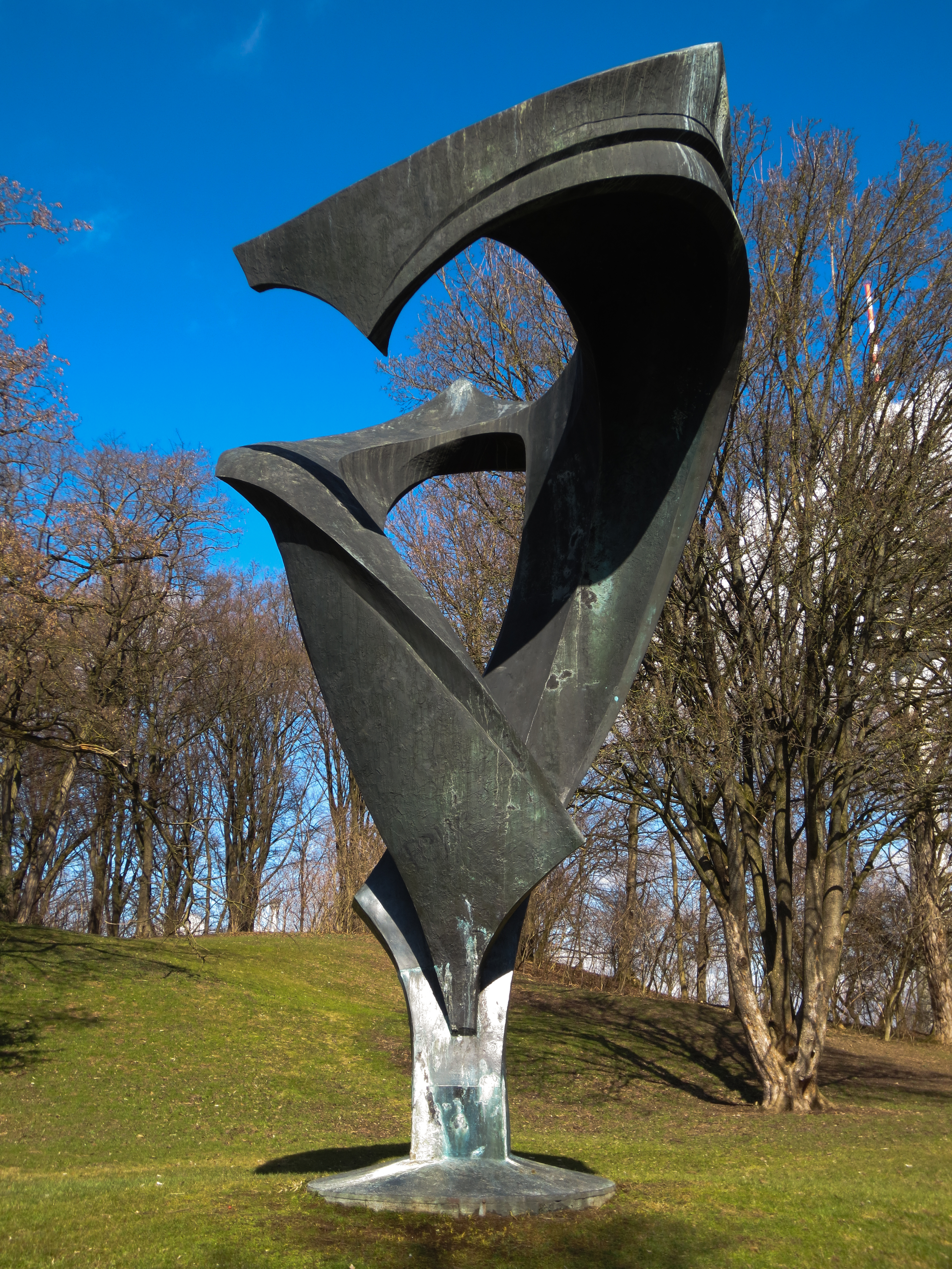
Die Schuttblume auf dem Münchner Olympiaberg

Die Schuttblume ist ein den zivilen Luftkriegsopfern des Zweiten Weltkriegs gewidmetes Mahnmal auf dem Olympiaberg, das zu den Olympischen Spielen 1972 vom Deutschen Gewerkschaftsbund (DGB) und der Landeshauptstadt München gestiftet wurde.

## Geschichte
Im Zuge der generellen Umbauten für die Olympischen Spiele 1972 wurde eine Gestaltung des Schuttberges rund um den ehemaligen Flughafen Oberwiesenfeld eingeplant. Um die Funktionalisierung, vor allem aber die künftige Deutung des Schuttberges im Rahmen der olympischen Ausrichtung, entstand dann eine politische Debatte im Münchner Stadtrat, zwischen den beteiligten Referaten und in der Zivilgesellschaft. Bereits 1966 hatte der Münchner Gewerkschaftsbund die Errichtung eines Denkmals zur Erinnerung an den Atombombenabwurf in Hiroshima vorgeschlagen. Der Trümmerberg eigne sich besonders für ein solches Denkmal, weil die Trümmer des Lufkrieges an das Ende des letzten Weltkrieges unmittelbar erinnern würden. Ein besonderes Mahnmal für Hiroshima wurde schließlich verworfen. Befürwortet wurde dagegen die Idee, auf dem Oberwiesenfeld ein allgemeines Friedenszeichen zu schaffen. Der Auftrag für die Bronzeplastik wurde nun dem expressionistischen Künstler Rudolf Belling übertragen.

## Motiv
Das „Blütenmotiv“ sollte als Symbol des Friedens an die verheerenden Konsequenzen des Zweiten Weltkriegs, genauer der Opfer des Luftkrieges, erinnern. Die Idee von Rudolf Belling war, aus den metallenen Resten des Schuttberges eine Form zu gestalten, die einerseits in die Vergangenheit reicht (durch die Wurzeln im Schutt), andererseits jedoch in die Zukunft ragte (durch die Blüte in die Luft). Auch als Symbol dafür, dass Friedliches und Neues aus dem München erblüht war, das seinen Ausdruck in den aufgehäuften und nun begrünten Kriegstrümmern des Schuttberges seit 1947 fand. Doch die Integration von Kunstwerken in die Landschaft des Olympiaparks gestaltete sich politisch nicht einfach.
Die Gesamtkonzeption des Olympiageländes sollte sich also von vornherein nicht nur auf die Dachkonstruktion oder Konstruktion der Gebäude erstrecken, sondern ebenfalls die angedachten Kunstwerke integrieren. Insofern sollte auch die Integration der „Schuttblume“ in den Olympiapark architektonischer Ausdruck dessen sein, dass sich nach dem Zweiten Weltkrieg eine „Weltstadt mit Herz“ entwickelt hatte. Doch vor allem von Seiten der Olympia Baugesellschaft und ihres Architekten, Günter Behnisch, gab es massiven Widerstand gegen die „Schuttblume“. In seinen Augen passte diese Plastik gerade nicht in den Gesamtentwurf des Olympiaparks. Entgegen den ursprünglichen Planungen wurde deshalb, wiederum nach heftigen politischen Diskussionen, das Mahnmal nicht auf der Spitze des Schuttberges errichtet, sondern etwas abgelegen in einem "Seitenarm" zwischen einer Baumgruppe.
Der Leitgedanke wird auch am Spruch der Gedenktafel neben dem Blütenmotiv noch einmal deutlich:

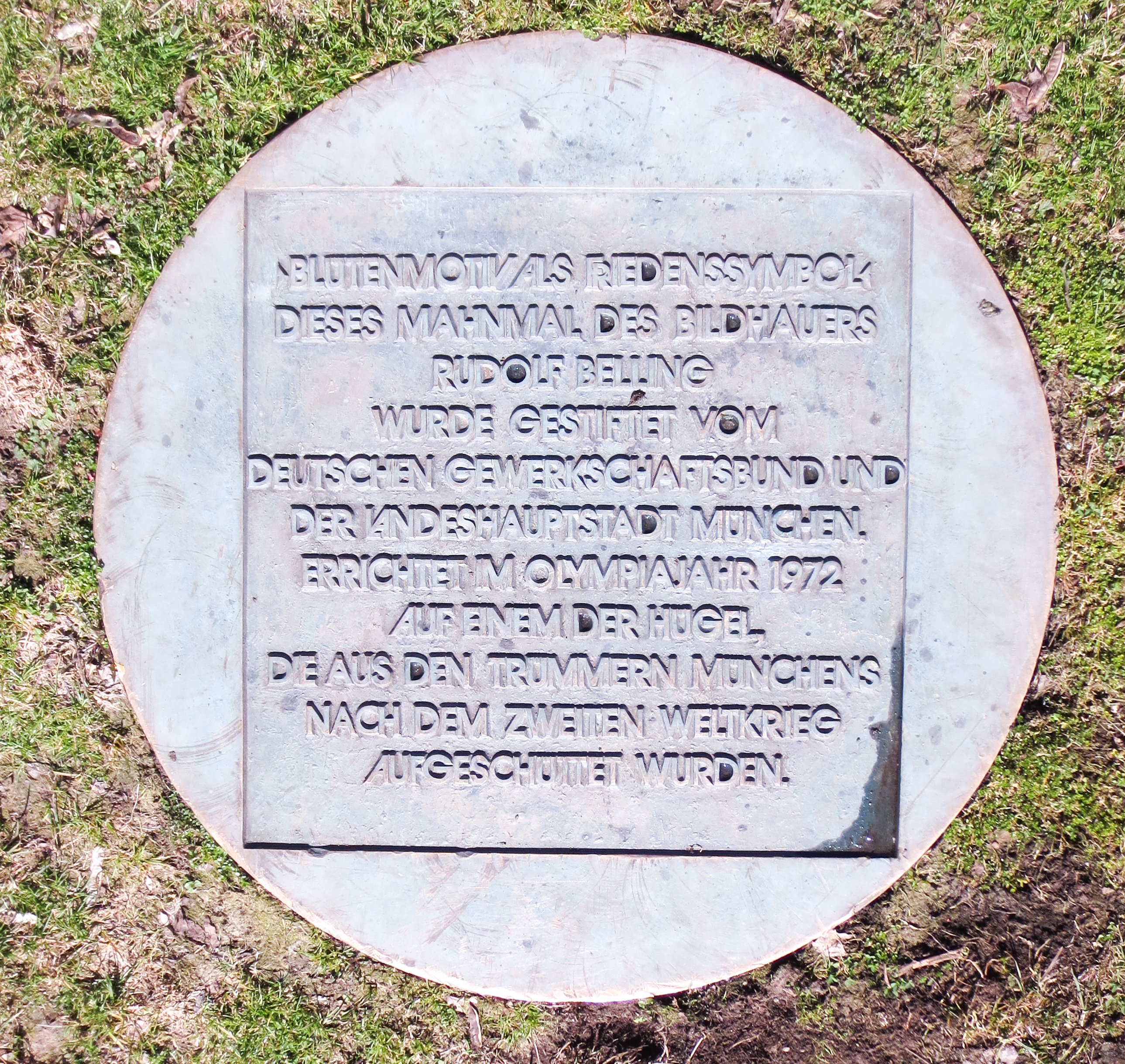
Die Gedenktafel weist auf die Stifter hin.

„Blütenmotiv als Friedenssymbol“
Dieses Mahnmal des Bildhauers
Rudolf Belling
wurde gestiftet vom
Deutschen Gewerkschaftsbund und
der Landeshauptstadt München.
Errichtet im Olympiajahr 1972
Auf einem der Hügel,
die aus den Trümmern Münchens
nach dem Zweiten Weltkrieg
aufgeschüttet wurden.